# Kenneth H. Cooper
Kenneth H. Cooper (Oklahoma, 4 de marzo de 1931) es un doctor en medicina y coronel de la Fuerza Aérea de los Estados Unidos. Cooper es el autor del libro Aerobics (1968) en el que diseñó un método (aeróbic) para mejorar el sistema cardiovascular.
En 1970 publicó una nueva versión con gran aceptación en el mercado, The New Aerobics.
Durante su carrera militar Cooper diseñó el test de Cooper como una forma sencilla y rápida de evaluar la condición física de un elevado número de personas a la vez.
Cooper es el fundador del Centro de Aerobic Cooper en Dallas, Texas, y del Instituto Cooper, abierto en 1970 como una organización educacional y de investigación sin ánimo de lucro.

## Algunas publicaciones

### Libros
- Controlling Cholesterol the Natural Way Eat Your Way to Better Health With New Breakthrough Food
- Discoveries (1999)
- Regaining the Power of Youth at Any Age (1998)
- Advanced Nutritional Therapies (1998)
- Can Stress Heal? Converting A Major Health Hazard Into A Surprising Health Benefit (1998)
- Antioxidant Revolution (1997)
- Faith-based Fitness The Medical Program That Uses Spiritual Motivation To Achieve Maximum Health And *Add Years To Your Life (1997)
- Its Better To Believe (1995)
- Dr. Kenneth H. Cooper's Antioxidant Revolution (1994)
- Kid Fitness : a Complete Shape-up Program From Birth Through High School (1991)
- Overcoming Hypertension : Dr. Kenneth H. Cooper's Preventive Medicine Program (1990)
- Reducing Cholesterol: A Heart-Smart Guide to Low-Fat Eating (No Nonsense Health Guide) (1989)
- Controlling Cholesterol: Dr. Kenneth H. Cooper's Preventative Medicine Program (1989)
- Preventing Osteoporosis : Dr. Kenneth H. Cooper's Preventive Medicine Program (1989)
- The New Aerobics for Women (1988)
- Running  Without Fear (1986)
- Aerobics Program (1985)
- The Aerobics Program for Total Well-being : Exercise, Diet, Emotional Balance (1982, 1983)
- Aerobics for Women (1982)
- The Aerobics Way: New Data on the World's Most Popular Exercise Program (1978)
- Aerobics (1968)

También
- Fitness for Life, 6 Audio Cassettes (1983)
- The New Aerobics (1979)
- Run for Your Life: Aerobic Conditioning for Your Heart (1974)
- Aerobics (1968)